# Menahem Recanati
Menahem Recanati, de son nom complet Menahem ben Benjamin Recanati (hébreu : מנחם בן בנימין ריקנטי) est un kabbaliste juif, né vers 1250 et mort vers 1310 en Italie.
Menahem Recanati est le principal introducteur des méthodes d’exégèse kabbalistiques dans les écoles rabbiniques italiennes au tournant du XIIIe et du XIVe siècle. 
L’œuvre de Recanati s’appuie principalement sur une exégèse symbolique des Écritures saintes, une exégèse considérée comme la voie de l’élucidation des mystères des sephiroth. Malgré le caractère souvent anthologique de ses écrits, ses conceptions personnelles et ses formules, particulièrement claires et tranchantes, confèrent à l’œuvre de Recanati un caractère original et passionnant, selon Charles Mopsik. On doit à Recanati une analyse des sefirot remarquable. Pour Recanati, les sephirot ne constituent pas l’essence de la divinité, mais l’instrument de son action sur l’univers.
Recanati aura une grande influence sur les kabbalistes italiens de la Renaissance, en particulier sur Juda ben Yehiel, sur Yohanan Alemanno et sur Pic de la Mirandole.
Ses ouvrages les plus connus sont : Perush ‘al ha-Torah (Le Commentaire du Pentateuque) ;  des commentaires sur les prières et sur les commandements (Perush ha-Tefillot et Ta'ame ha-Mizwot) ; un traité sur la loi juive le Piske halakhot.